# ファジー・ネーブル
ファジー・ネーブル (Fuzzy navel)は、リキュールベースのカクテルである。ショートドリンクとしても、ロングドリンクとしても作られる。作り方が簡単で、ビルドで作る（グラスに直接作る）ことができるので、ホームパーティ向きのカクテルともされる。なお、ピーチ・リキュールは、好みのものを選択すればよい。

## 由来
- 「ファジー(Fuzzy)」は日本語で「産毛（この場合は桃の皮の表面の毛）」のことを指すほか、ここでは「曖昧」という意味もあり、「桃なのかオレンジなのかわからない曖昧な味」としてつけられている[2]。
- 「ネーブル(Navel)」は日本語で「へそ（この場合はモモやオレンジの果頂部）」のことを指すほか、ここではネーブルオレンジのことを指している[2]。

## 歴史
ファジー・ネーブルの材料の一つとして使われることもあるピーチツリー(Peachtree)は、オランダのデ・カイパー社のピーチ・リキュールである。同社は、ピーチツリーを宣伝するために「ピーチツリー・トニック」というカクテルを提案していた。ピーチツリー・トニックとは、その名の通り、ピーチツリーのトニック・ウォーター割りである（詳しくは、バリエーションの項目を参照）。デ・カイパー社は、この飲み方を、ピーチツリーを発売した当初から薦めていた。このピーチツリー・トニックというカクテルは、1980年代のアメリカで流行し、ピーチツリーの人気も不動のものとなった。しかし、その後「ファジー・ネーブル」が考案され、ピーチツリー・トニックよりもファジー・ネーブルの方が人気の高いカクテルとなった。先述の通り、ファジー・ネーブルに使用されるピーチ・リキュールは、ピーチツリーに限定されない。だが、このような経緯があるため、ピーチ・リキュールはピーチツリーに限定するとするレシピも存在する。

## 標準的なレシピ
- ピーチ・リキュール（ピーチツリー／Peachtree、クレーム・ド・ペシェ） ＝ 30ml
- オレンジ・ジュース ＝ 30ml

### 作り方
氷を入れた小型のオールド・ファッションド・グラス（容量120～180ml程度）に、ピーチ・リキュールを注ぎ、次にオレンジ・ジュースを注いでからステアすれば完成である。ただし、グラスにオレンジ（カット・オレンジ或いはスライス・オレンジ）を飾ることもある。また、ロングドリンクとして作る場合も同様であるが、グラスはタンブラー（容量300ml程度）など、ショートドリンクとして作る場合よりも容量の大きなものを用いる。なお、オレンジ・ジュースは、その場でオレンジを絞ったものを使用するのがベストであるが、市販のジュースを用いてもよい。特にホームパーティなどで作る時は、市販のジュースを用いた方が簡単である。ただしその場合でも、果汁100%のオレンジ・ジュースを用いるのが一般的である。

### 備考
- 好みによって割合は変えることがある。特にロングドリンクとして作る場合は、オレンジ・ジュースでグラスを満たすので、アルコール度数は低くなる。アルコール度数が低くなりすぎる場合は、ピーチ・リキュールを増量して対応する。なお、ロングドリンクとして作る場合のピーチ・リキュールの使用量は、45mlを標準とする。この点は、後述の「ピーチツリー・トニック」の標準的なレシピと同じである。
- ショートドリンクとロングドリンク、いずれの場合もオレンジを飾ることもある。
- ピーチ・リキュールは、別にピーチツリーでなくともよい。ちなみにピーチツリーは無色透明なので、ピーチツリーを使った場合は、オレンジ・ジュースの色で仕上がりの色が決まる。

## バリエーション
ピーチ・リキュールは「ピーチツリー」を使用し、ロングドリンクとして作った「ファジー・ネーブル」のオレンジ・ジュースをトニック・ウォーターに変えると、「ピーチツリー・トニック」(Peachtree and Tonic)となる。

### 標準的なレシピ
- ピーチツリー ＝ 45ml
- トニック・ウォーター ＝ 適量
- レモン （飾り用）

#### 作り方
氷を入れたタンブラー（容量300ml程度）にピーチツリーを注ぎ、よく冷やしたトニック・ウォーターで満たす。最後にレモンを飾れば完成である。

#### 注意
ファジー・ネーブルとは違い、
- ピーチツリーを使用しなければならない。
- オレンジではなく、レモンを飾る。

## その他のバリエーション

### ショートドリンクとして「ファジー・ネーブル」を作った場合
- ピーチ・リキュールをジンに変えれば、「オレンジ・ブロッサム」となる。
  - ジン：オレンジジュース＝2：1のレシピが多いが、ファジー・ネーブルと同様、好みによって割合は変えることがある。

### ロングドリンクとして「ファジー・ネーブル」を作った場合
ピーチ・リキュールを
- カンパリに変えれば、「カンパリ・オレンジ」となる。
- マリブに変えれば、「マリブ・ビーチ」となる。（オレンジ以外に、マラスキーノ・チェリーも飾ることがある。）
  - マリブ以外のココナッツ・リキュールに変えた場合は、「ココナッツ・オレンジ」と呼ばれる。
- アマレットに変えれば、「イタリアン・スクリュー・ドライバー」となる。
- ウォッカに変えれば、「スクリュー・ドライバー」となる。
  - ウォッカに変え、そこに2tspのガリアーノを加えれば、「ハーベイ・ウォールバンガー」となる。